# Шелест Віталій Петрович
Віта́лій Петро́вич Ше́лест (*15 жовтня 1940, Харків — 6 червня 2020) — український фізик, син Петра Шелеста, доктор фізико–математичних наук (1968), професор, член-кореспондент АН УРСР (1969).

## Життєпис
У 1962 р. закінчив з відзнакою Київський державний університет ім. Т.Г. Шевченка і вступив до аспірантури Інституту фізики НАН України.
З 1963 р. продовжив навчання в аспірантурі Лабораторії теоретичної фізики Об'єднаного інституту ядерних досліджень (Дубна, Росія) Захистив кандидатську дисертацію «Деякі питання теорії розсіяння в задачі трьох тіл» (1965).
З 1966 р. працював заступником директора з наукових питань Інституту теоретичної фізики ім. М. М. Боголюбова НАН України. Був професором Київського Університету.
Після відставки батька з посади 1-го секретаря ЦК КПУ в 1973 році зазнав утисків з боку нового українського політичного керівництва. Був змушений переїхати до Москви. Громадянин Російської Федерації.
У 1974—1976 працював у Математичному інституті АН СРСР, у 1976—1982 рр. — заступником директора Всеросійського НДІ фізико-технічних радіовимірювань, з 1982 — у науково-дослідницькому центрі з вивчення властивостей поверхонь і вакууму.
Доктор фізико–математичних наук (1968). Професор. Член-кореспондент НАН України (1969).

## Наукова діяльність
Сфера наукових інтересів — ядерна фізика, статистична фізика, квантової метрології. Один з авторів фундаментальних досліджень і розробок у галузі фізики елементарних частинок.
Виконав цикл праць, пов'язаних із квантово-механічною і теоретико-польовою задачею трьох тіл (1964—1965), що дало змогу прояснити одне з основних питань теорії елементарних частинок ‒ питання про аналітичну структуру багаточастинкових парціальних амплітуд розсіювання елементарних частинок. Разом з колегами ввів рівняння, що описують сильновзаємодійні елементарні частинки на основі уявлень про кварки, і запропонував релятивістську інваріантну кваркову модель сильновзаємодійних елементарних частинок, відому зараз як модель ефективних кварків. Досліджував зв'язки між різними структурними моделями, між структурними моделями і моделями взаємодії гадронів, зокрема партонними моделями.

## Основні праці
- Шелест В. П., Зиновьев Г. М., Миранский В. А. Модели сильновзаимодействующих элементарных частиц. М.: Атомиздат. Т. 1. Структурные модели и динамика адронных взаимодействий, 1975, 232 с.; Т. 2. Дуальные модели, 1976, 248 с.
- Зиновьев Г. М., Петров В. К., Петров К. В., Шелест В. П. Конечнотемпературная глюодинамика с пробными зарядами в различных представлениях. ТМФ, 152:3, 466—475 (2007).
- Shelest V.P., Snigirev A.M.,Zinovjev G.M. Gazing into the multiparton distribution equations in QCD. Phys. Lett. B 113: 4, 325—328 (1982).
- Gorenshtein M.I., Zinov'ev G.M., Petrov V.K., Shelest V.P. Exactly solvable model of a phase transition between hadronic and quark-gluon matter. Theor. Math. Phys. 52: 3, 843—854 (1982).
- Кобушкин А. П., Шелест В. П. Релятивистские уравнения для связанных состояний кварков, ТМФ, 31:2 (1977), 156—168; Theoret. and Math. Phys., 31:2 (1977), 381—389
- Shelest V.A., Shelest V.P., Struminsky B.V., Zinovjev G.M. Dual resonance model and statistical bootstrap. Phys. Lett. B 43: 1, 73-75 (1973).
- Шелест В. П. О возможности учета трехчастичных сил в релятивистской задаче рассеяния трех тел. Докл. АН СССР, 167:4, 799—802 (1966).
- Shelest V.P., Stoyanov D. Scattering matrix elements in the relativistic three body problem. >Phys. Lett. 13, 3253-3255 (1964).